# Turnul de televiziune din Guangzhou

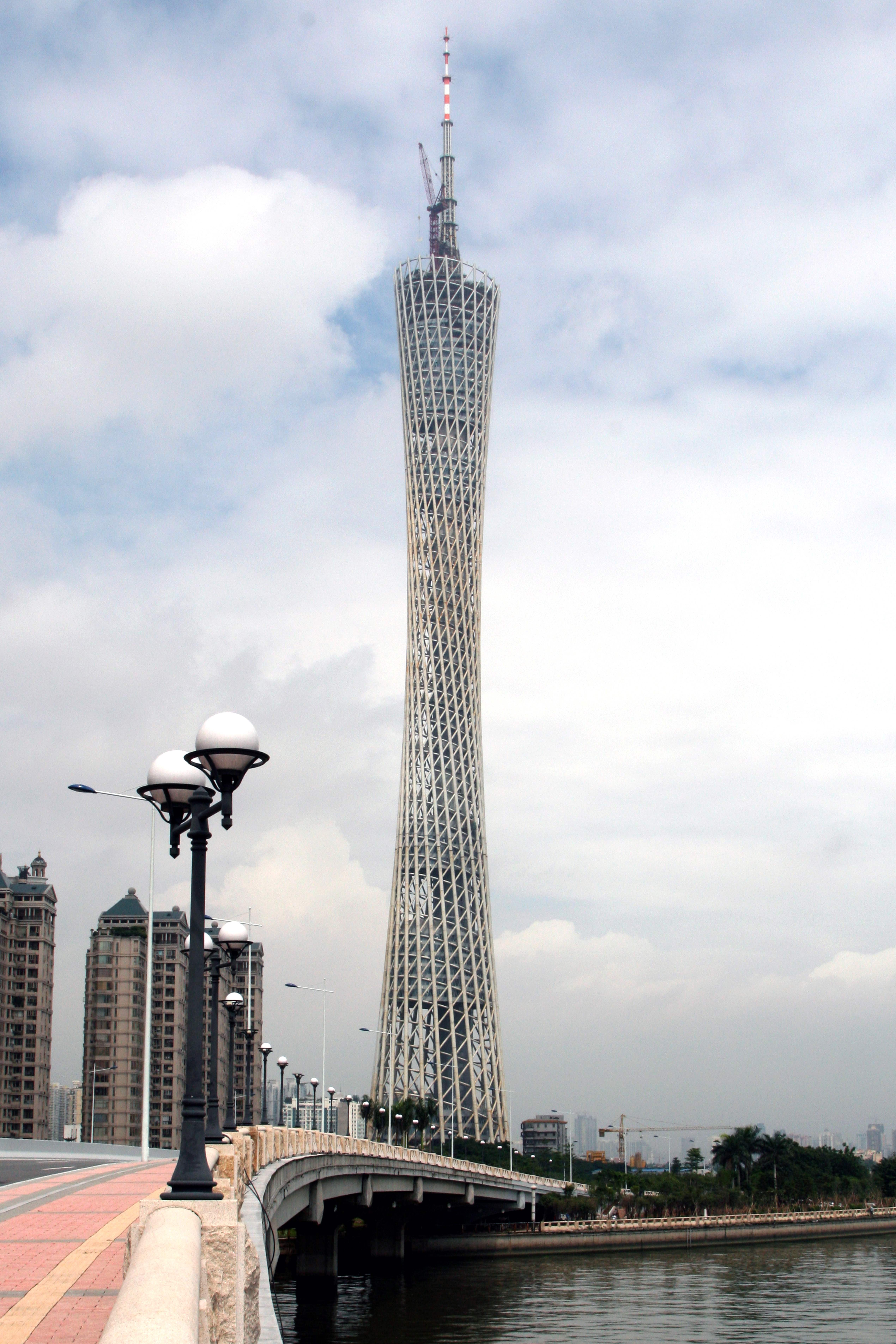
Turnul de televiziune din Guangzhou

Turnul de televiziune din Guangzhou Guangzhou TV & Sightseeing Tower (广州电视观光塔) este un turn multifuncțional construit în Guangzhou, China. Are o înălțime de 600 m.